# 에번 엘링슨
에번 엘링슨(Evan Ellingson, 1988년 7월 1일 ~ )은 미국의 배우이다.

## 출연 작품
- 마이 시스터즈 키퍼 (2009)
- 이오지마에서 온 편지 (2006)
- 타임 체인저 (2002)